# Võrumõisa
Võrumõisa – wieś w Estonii, w prowincji Võru, w gminie Võru. 